# Mystus horai
Mystus horai är en fiskart som beskrevs av Jayaram, 1954. Mystus horai ingår i släktet Mystus och familjen Bagridae. Inga underarter finns listade i Catalogue of Life.